# Liste der Burgen und Schlösser im Rheingau
Diese Liste enthält Burgen und Schlösser im Rheingau, Hessen.  Nicht aufgeführt sind Zier- und Nachbauten, die nie als Wohngebäude oder zur Verteidigung genutzt wurden. 

## Burgen
- Boosenburg, Rüdesheim am Rhein
- Brömserburg, Rüdesheim am Rhein
- Burg Ehrenfels, Rüdesheim am Rhein
- Burg Crass, Eltville am Rhein
- Burg Rheinberg
- Burg Scharfenstein (Kiedrich), Kiedrich
- Burg Schwarzenstein, Johannisberg
- Burg in Hattenheim
- Kurfürstliche Burg Eltville, Eltville am Rhein
- Ruine Nollig
- Wallufer Turmburg

## Schlösser
- Schloss Johannisberg
- Schloss Vollrads
- Schloss Reinhartshausen
- Schloss Kosakenberg, Geisenheim
- Schloss Hansenberg
- Schloss Reichartshausen
- Schloss Schönborn (Geisenheim)